# Marie Angel
Marie Angel (nacida el 3 de junio de 1953 en Pinnaroo, Australia del Sur, Australia) es una cantante australiana de ópera. Como soprano, además de haber interpretado óperas del repertorio clásico, también es conocida a través de autores de música clásica contemporánea como Mauricio Kagel, Bruno Maderna, Michael Tippett, Harrison Birtwistle, Philip Glass, Louis Andriessen, Michael Nyman, Bernd Alois Zimmermann y John Cage.
Ha aparecido en películas de Peter Greenaway: Los libros de Prospero como 'Iris' y Muerte de un compositor como 'Esmeralda'. También ha participado en la grabación de la ópera Facing Goya del compositor Michael Nyman, además de acompañar a la Michael Nyman Band como vocalista en algunos de sus conciertos.